# Frascarolo
Frascarolo é uma comuna italiana da região da Lombardia, província de Pavia, com cerca de 1.319 habitantes. Estende-se por uma área de 23 km², tendo uma densidade populacional de 57 hab/km². Faz fronteira com Bassignana (AL), Gambarana, Mede, Suardi, Torre Beretti e Castellaro, Valenza (AL).

## Demografia
| Variação demográfica do município entre 1861 e 2011                               |
|                                                                                   |
| Fonte: Istituto Nazionale di Statistica (ISTAT) - Elaboração gráfica da Wikipedia |